# Omnívoros
Omnívoros és una pel·lícula espanyola escrita i dirigida per Óscar Rojo, estrenada el 20 de setembre de 2013.

## Argument
Marcos Vela, un prestigiós crític gastronòmic accepta l'encàrrec d'escriure un reportatge sobre l'aparició de restaurants clandestins i ajudat per Eva, una dona misteriosa, hi accedeix i descobreix que en un d'aquests, dirigit per Dimas, s'organitzen reunions furtives de canibalisme a canvi de diners.

## Repartiment
El repartiment de la pel·lícula està encapçalat por Mario de la Rosa, Fernando Albizu, Paco Manzanedo, Ángel Acero, Marta Flich, Sara Gómez, Elisa Matilla.

## Recepció
Es va estrenar en el Festival Internacional de Cinema Fantàstic de Catalunya de Sitges va guanyar el premi del públic en el Haapsalu Horror & Fantasy Film Festival, d'Estonia, i Va ser candidata a 15 premis Goya, entre ells a la millor pel·lícula, direcció, guió original, i actor protagonista, sense ser finalista en cap categoria.